# 犬童頼兄
犬童 頼兄（いんどう よりもり/よりえ）は、安土桃山時代から江戸時代前期にかけての武将。相良氏の家臣。後の失脚事件により、地元人吉では相良清兵衛（清ビア）の名前でも知られる。

## 生涯

### 黎明期
永禄11年（1568年）、肥後国南部の戦国大名・相良氏の重臣である犬童頼安の子として誕生した。
はじめは延命院の稚児であったが、父・頼安が島津氏との戦いで水俣城を守った際に寺を抜け出して共に籠城したことから、以後は武将として仕えた。
家老・深水長智は頼兄の才覚を認めて、死去した嫡子の代わりに自らの後継にしようとしたが、竹下監物ら深水一族から慣例に背くと反対されたため、主君・相良頼房の許しを得て、甥で養子とした深水頼蔵を奉行とし、頼兄をその補佐役とするように主張した。しかし頼房は、頼蔵よりも才気のある頼兄をむしろ信頼して、2人を同格の奉行とすることにした。しかし、これが原因で両者は益々不仲となった。

### 筆頭家老として
頼兄は頼房の信頼を得て家老となり、天正20年（1592年）2月1日、相良姓を与えられ、相良兵部少輔頼兄を名乗った。同じく頼蔵にも相良姓が与えられたが、両人の不和は様々な支障を生じるようになっており、頼房もこれを憂慮し朝鮮出兵の際には両人に誓紙を書かせた。同年3月1日からは朝鮮出兵にも副軍師として頼房と頼蔵と共に渡海している。
文禄2年（1593年）、深水一族で頼蔵派である竹下監物とその嫡子・知行が、太閤検地により所領を召し上げられた際に、監物はこれを頼兄の計略と訝ったため深水一族600人が湯前城に籠城する騒動が起きた。これは頼房の命で監物ら数名が切腹して沈静化したが、この頼兄（犬童氏）と頼蔵（深水氏）の対立は明治時代を迎えるまで打ち続く人吉藩の藩内抗争へと繋がっていく。朝鮮出兵から帰国した頼蔵は、暗殺を恐れて肥後の加藤清正を頼った。実父・織部ほか深水一族も相次いで佐敷に出奔したので、頼兄は家臣の流出を止めるべく一勝地に人をやって捕え、73名の深水一党を斬った。これには庇護者であった加藤家が怒り、豊臣秀吉の惣無事令が禁じる私闘であると訴え出た。しかし頼兄は巧みな弁舌で奉行の石田三成を納得させ、お咎め無しとなった。
慶長5年（1600年）の関ヶ原の戦いで西軍に付いた相良氏は、伏見城の戦いなどで率先して戦ったが、大垣城にて西軍本隊が大敗したと知るや、徳川家臣・井伊直政と内通していた頼兄は、頼房に東軍に寝返るように進言し、同じく内通していた秋月種長・高橋元種兄弟と共に、西軍諸将を謀殺して、相良氏の存続を成し遂げた。これらの功績から頼兄は筆頭家老として国政を任され、人吉藩2万2千石のうち、半分近い8000石を与えられた。
徳川家の時代になると頼兄は、関ヶ原の戦後交渉で恩があり、同じ兵部少輔であった井伊直政を憚り清兵衛尉と改めた。
頼房の晩年は執務全般を頼兄が専断することを許し、全てを取り仕切るようになっていた。頼房の死後は頼寛に仕えたが、まだ若い主君は、藩主を凌ぐ勢力となった清兵衛一派を嫌い折り合いが悪かった。真偽は不明だが、藩主が市房山詣での途上で頼兄の屋敷に挨拶にきた際に、藩主を暗殺しようとして失敗したという民話も伝えられている。
寛永14年（1637年）の島原の乱の際は頼寛は参勤で江戸におり、頼兄の子・相良頼安（内蔵助）とその子・頼章（喜兵次）が、藩主名代として出陣した。

### 弘前へ流刑
寛永17年（1640年）、頼寛が「頼兄は専横の家臣である」と幕臣・阿倍正之と渡辺図書助宗綱に相談した。阿部が大老・土井利勝に報告したところ、土井は頼兄親子を江戸に呼び寄せて幕臣から訓戒させてはどうかと頼寛に内談したが、頼寛は清兵衛一派の報復を恐れてこれを承知せず、頼兄親子の横暴を長々と書状にしたためて報告した。これを受けて江戸幕府は公儀として対応することになり、頼兄は江戸に召された。この一大事に人吉藩は改易か取り潰しかと騒ぎになり、当時73歳の頼兄は江戸に発った。箱根を越えると武器を取り上げられ、囚人同然の待遇となった。また出立は極秘であったが、国許では頼兄の養子・田代半兵衛（半兵衛の母の再嫁先が頼兄）が叛乱を起して、百数十人が死傷する騒ぎとなった。
8月11日、藩主・頼寛は、頼兄が私曲13ヶ条の罪を犯したとしてこれを幕府に訴えた。結局、頼兄は津軽に流刑に処されたが、徳川家康にも仕えた長年の功績もあって実際的には強制隠居・蟄居であり、頼兄は米300俵30人扶持を与えられ、従者6人（7人とも）と共に弘前城の西方の高屋村に置かれたが、そこで火災が起こったために鏡ヶ池の畔に移り住んだ。なお、現在の青森県弘前市相良町は頼兄の屋敷があったことに由来している。
明暦元年（1655年）、津軽で客死。享年88。
なお、頼兄流刑の頃には嫡子・頼安は死去し、孫である頼章については、幕府の命令では召し抱えるかどうかは頼寛の心次第ということであったが、お下の乱などがあったことから、実母が島津家久の娘である縁から薩摩国島津氏預かりの身となり、子孫は島津家臣として仕えた。また『人吉市史』によれば、頼兄の流刑先に同行した従者の1人である印藤（犬童）九郎右衛門長澄が実は頼兄の子で、その孫である印藤四郎右衛門長矩が小姓として津軽藩に仕え、後に田浦の姓を与えられたとする説を記述している。

## 相良清兵衛屋敷
頼兄の屋敷は、通称「御下（おしも）」と言い、相良清兵衛事件（＝御下の乱）の際に、田代半兵衛（犬童半兵衛）が藩主から誅殺されるのを恐れて叛乱を起こし、屋敷に立て籠もって戦った末に火を放ったために焼失した。
後年、その遺構から地下室が発見された。絵図によると、屋敷内にあった2階建ての「持仏堂」と書かれた位置から発見されており、地下室の構造は、石積みの階段、踊り場、長方形の井戸、黒い小石敷き、その下にスギ板が敷かれていたが、これとほぼ同じものが、嫡子・頼安の屋敷内の蔵に当たる位置からも発見されている。井戸を持つ地下室の発見例は世界的に例がなく、またこの地下室が作られた目的はいまだ解明されていない。
現在、屋敷跡には「人吉城歴史館」が建設されており、地下室も建造当初の形に復元され、上から覗き見ることが可能となっている。